# Поддубное (Черняховский район)
Поддубное (до 1946 — Шёнвизе (нем. Schönwiese)) — посёлок в Черняховском муниципальном округе Калининградской области.

## География
Находится на реке Торфянка (до 1946 года ― Ауэр).

## История
Поселение Шёнвизе основано в 1361 году. В 1946 году Шёнвизе было переименовано в Поддубное.

## Население
| 1910 | 1933 | 1939 | 2002 | 2010 |
| ---- | ---- | ---- | ---- | ---- |
| 81   | ↗246 | ↘217 | ↘93  | ↘52  |